# Darceta proserpina
Darceta proserpina là một loài bướm đêm trong họ Noctuidae.